# Unité terminale distante
 (janvier 2023).
Si vous disposez d'ouvrages ou d'articles de référence ou si vous connaissez des sites web de qualité traitant du thème abordé ici, merci de compléter l'article en donnant les références utiles à sa vérifiabilité et en les liant à la section « Notes et références ».

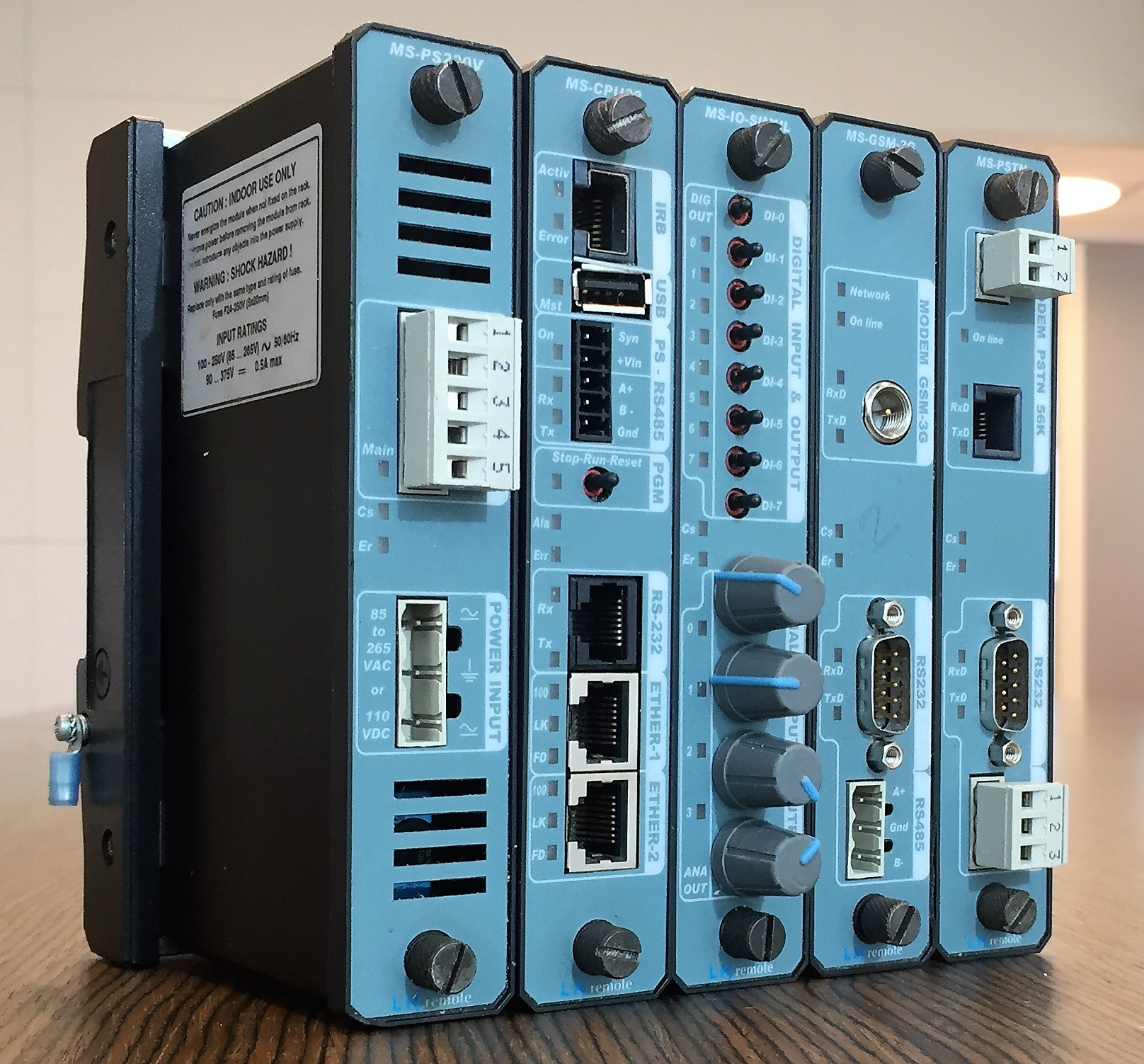

Une unité terminale distante (ou RTU pour remote terminal unit) est un dispositif électronique commandé par microprocesseur qui sert d'interface entre des objets du monde physique et un système de contrôle distribué ou un système SCADA (supervisory control and data acquisition) en transmettant des données de télémétrie à un système maître et en utilisant les messages du système de supervision maître pour contrôler les objets connectés. D'autres termes pouvant être utilisés pour désigner une unité terminale distante sont unité de télémétrie à distance et unité de télécontrôle à distance.

## Architecture
Une unité terminale distante surveille les paramètres numériques et analogiques du terrain et transmet les données à une station maîtresse SCADA. Elle utilise un logiciel de configuration pour connecter les flux d'entrée de données aux flux de sortie de données, définir les protocoles de communication et résoudre les problèmes d'installation sur le terrain.
Une unité terminale distante peut être constituée d'une carte de circuit complexe composée de diverses sections nécessaires à l'exécution d'une fonction personnalisée, ou peut être constitué de nombreuses cartes de circuit comprenant une unité centrale ou un traitement avec une ou plusieurs interfaces de communication, et une ou plusieurs des cartes suivantes : (AI) entrée analogique, (DI) entrée numérique (état), (DO/CO) sortie numérique (ou relais de commande), ou (AO) carte(s) de sortie analogique.
Une unité terminale distante peut même être une petite unité de contrôle de processus avec une petite base de données pour les fonctions PID, d'alarme, de filtrage, de tendance et autres, complétée par quelques tâches de BASIC (langage de programmation). Les unités terminales distantes modernes supportent généralement la norme de programmation CEI 61131-3 pour les contrôleurs logiques programmables. Étant donné que les unités terminales distantes peuvent être couramment déployées dans les systèmes de surveillance des pipelines et des réseaux, ou dans d'autres environnements difficiles d'accès ou extrêmes (par exemple dans le projet Biosphère 2), elles doivent fonctionner dans des conditions difficiles et mettre en œuvre des mesures d'économie d'énergie (telles que l'extinction des modules d'E/S lorsqu'ils ne sont pas utilisés). Par exemple, elle communique via des liaisons de communication RS485 ou sans fil dans une configuration multipoints. Dans ce type de configuration, il s'agit d'une unité distante qui collecte des données et effectue des tâches de contrôle simples. Elle ne comporte pas de pièces mobiles et utilise une puissance extrêmement faible, souvent alimentée par l'énergie solaire.

### Alimentation électrique
Une forme d'alimentation sera incluse pour le fonctionnement à partir du secteur CA pour les diverses CPU, les tensions de mouillage d'état et autres cartes d'interface. Il peut s'agir de convertisseurs CA/CC lorsqu'ils fonctionnent à partir d'un système de batterie de la station.
Les unités terminales distantes peuvent inclure une batterie et un circuit de chargeur pour continuer à fonctionner en cas de panne de courant alternatif pour les applications critiques où une batterie de station n'est pas disponible.

### Entrées numériques (état)
La plupart des unités terminales distantes intègrent une section d'entrée ou des cartes d'état d'entrée pour acquérir des informations à deux états du monde réel. Pour ce faire, on utilise généralement une source de tension ou de courant isolée pour détecter la position d'un contact distant (ouvert ou fermé) sur le site de l'unité terminale distante. La position de ce contact peut représenter de nombreux dispositifs différents, notamment des disjoncteurs électriques, des positions de vannes de liquide, des conditions d'alarme et des positions mécaniques de dispositifs. Les entrées de compteur sont en option.

### Entrées analogiques
Une unité terminale distante peut surveiller des entrées analogiques de différents types, notamment 0-1 mA, boucle de courant 4-20 mA, 0-10 V., ±2,5 V, ±5,0 V etc. De nombreuses entrées RTU mettent en mémoire tampon des quantités plus importantes via des transducteurs pour convertir et isoler les quantités du monde réel des niveaux d'entrée sensibles de l'unité terminale distante. Elle peut également recevoir des données analogiques via un système de communication à partir d'un maître ou d'un IED (dispositif électronique intelligent) lui envoyant des valeurs de données.
L'unité terminale distante ou le système hôte traduit et met à l'échelle ces données brutes dans les unités appropriées telles que la quantité d'eau restante, les degrés de température ou les mégawatts, avant de présenter les données à l'utilisateur via l'interface homme-machine.

### Sorties numériques (relais de commande)
Les unités terminales distantes peuvent piloter des relais à haute capacité de courant vers une carte de sortie numérique (ou DO) pour mettre sous tension et hors tension les dispositifs sur le terrain. La carte DO envoie une tension à la bobine du relais, qui ferme les contacts à courant élevé, ce qui complète le circuit d'alimentation du dispositif.
Les sorties RTU peuvent également consister à piloter une entrée logique sensible sur un automate électronique, ou tout autre dispositif électronique utilisant une entrée sensible de 5V.

### Sorties analogiques
Bien qu'elles ne soient pas aussi couramment utilisées, les sorties analogiques peuvent être incluses pour contrôler des dispositifs qui nécessitent des quantités variables, tels que des instruments d'enregistrement graphique (tableaux à bandes). Les quantités de données additionnées ou traitées peuvent être générées dans un système SCADA maître et sorties pour être affichées localement ou à distance, selon les besoins.

### Logiciel et contrôle logique
Les unités terminales distantes modernes sont généralement capables d'exécuter des programmes simples de manière autonome sans impliquer les ordinateurs hôtes du système DCS ou SCADA afin de simplifier le déploiement et de fournir une redondance pour des raisons de sécurité. Dans un système moderne de gestion de l'eau, une unité terminale distante dispose généralement d'un code permettant de modifier son comportement lorsque le personnel de maintenance bascule les interrupteurs de priorité physiques de l'unité terminale distante pendant l'entretien. Ceci est fait pour des raisons de sécurité ; une mauvaise communication entre les opérateurs du système et le personnel de maintenance pourrait amener les opérateurs du système à activer par erreur l'alimentation d'une pompe à eau lors de son remplacement, par exemple.
Le personnel de maintenance doit débrancher tout équipement sur lequel il travaille et le verrouiller pour éviter tout dommage et/ou blessure.

### Communications
Une unité terminale distante peut être interfacée à plusieurs stations maîtres et IED (Intelligent Electronic Devices) avec différents protocoles de communication (généralement série (RS-232, RS-485, RS-422) ou Ethernet). Elle peut supporter des protocoles standard (Modbus, IEC 60870-5-101/103/104, DNP3, IEC 60870-6-ICCP, IEC 61850, etc.) pour interfacer tout logiciel tiers.
Le transfert de données peut être initié à partir de l'une ou l'autre extrémité en utilisant diverses techniques pour assurer la synchronisation avec un trafic de données minimal. Le maître peut interroger son unité subordonnée (maître à RTU ou RTU à IED) pour des changements de données sur une base périodique. Les changements de valeurs analogiques ne seront généralement signalés que s'ils se situent en dehors d'une limite définie par rapport à la dernière valeur transmise. Les valeurs numériques (état) observent une technique similaire et ne transmettent des groupes (octets) que lorsqu'un point inclus (bit) change. Une autre méthode utilisée est celle où une unité subordonnée initie une mise à jour des données lors d'un changement prédéterminé dans les données analogiques ou numériques. La transmission complète des données doit être effectuée périodiquement, avec l'une ou l'autre méthode, pour assurer une synchronisation complète et éliminer les données périmées. La plupart des protocoles de communication prennent en charge les deux méthodes, programmables par l'installateur.
Plusieurs unités terminales distantes ou IED peuvent partager une ligne de communication, dans un schéma multipoint, car les unités sont adressées de manière unique et ne répondent qu'à leurs propres interrogations et commandes.

#### Communications IED
Les communications IED transfèrent les données entre l'unité terminale distante et un IED. Cela peut éliminer le besoin de nombreuses entrées d'état matérielles, d'entrées analogiques et de sorties de relais dans l'unité terminale distante. Les communications sont réalisées par des lignes en cuivre ou en fibre optique.

#### Communications maître
Les communications principales se font généralement entre une unité terminale distante et un système de contrôle plus important ou un système de collecte de données (incorporé dans un système plus important). Les données peuvent être déplacées à l'aide d'un système de communication en cuivre, en fibre optique ou en radiofréquence.

## Applications
- Surveillance à distance des fonctions et de l'instrumentation pour :
  - Le pétrole et le gaz (plates-formes offshore, puits de pétrole à terre, stations de pompage sur les pipelines)
  - Réseaux de stations de pompage (collecte des eaux usées, ou pour l'approvisionnement en eau)
  - Systèmes de surveillance environnementale (pollution, qualité de l'air, surveillance des émissions))
  - Sites miniers
  - Équipements de trafic aérien tels que les aides à la navigation (DVOR, DME, ILS et GP)
- Surveillance et contrôle à distance des fonctions et des instruments pour :
  - Hydrographie (approvisionnement en eau, réservoirs, systèmes d'égouts)
  - Réseaux de transmission d'énergie électrique et équipements associés
  - Réseaux de gaz naturel et équipements associés
  - Sirènes d'alerte extérieures
  - Le projet Biosphère II